# Épée de Tibère
L'épée dite de Tibère est un glaive romain en fer avec son fourreau en bronze, qui date du début du Ier siècle, vers 16-17. 

## Historique
L'ensemble, en bon état de conservation, a été découvert à Mayence en 1848 lors de la construction d'une ligne de chemin de fer. 
Le glaive et son fourreau sont conservés à Londres au British Museum (n° inv. GR 1866.8-6.1) : la trouvaille avait en effet été tenue secrète par ses découvreurs et l'objet vendu à un marchand d'art. La Mainzer Altertumsverein, fondée en 1844, a tenté de l'acquérir pour le musée de Mayence, mais n'a pas pu réunir la somme requise. L'épée a été achetée par le collectionneur anglais Felix Slade qui lègue en 1866 sa collection au British Museum. Une réplique, avec reconstitution du glaive, se trouve au Musée central romain-germanique à Mayence.

## Description
Le glaive mesure 53 cm de long et 7 cm de large, sur 1 cm en épaisseur. 
Le nom d'« épée de Tibère » lui a été donné en raison d'une scène représentée sur le fourreau : l'empereur romain Tibère est assis sur une chaise curule, la main gauche posée sur un bouclier avec l'inscription « Felicitas Tiberi » ; devant lui, debout, Germanicus en uniforme de général, lui tend une petite statue de Victoire ; derrière Tibère volète une Victoire avec une lance dans la main droite et dans la main gauche un bouclier avec l'inscription « VIC AVG » (Victoria Augusti) ; à l'arrière se tient Mars Ultor.

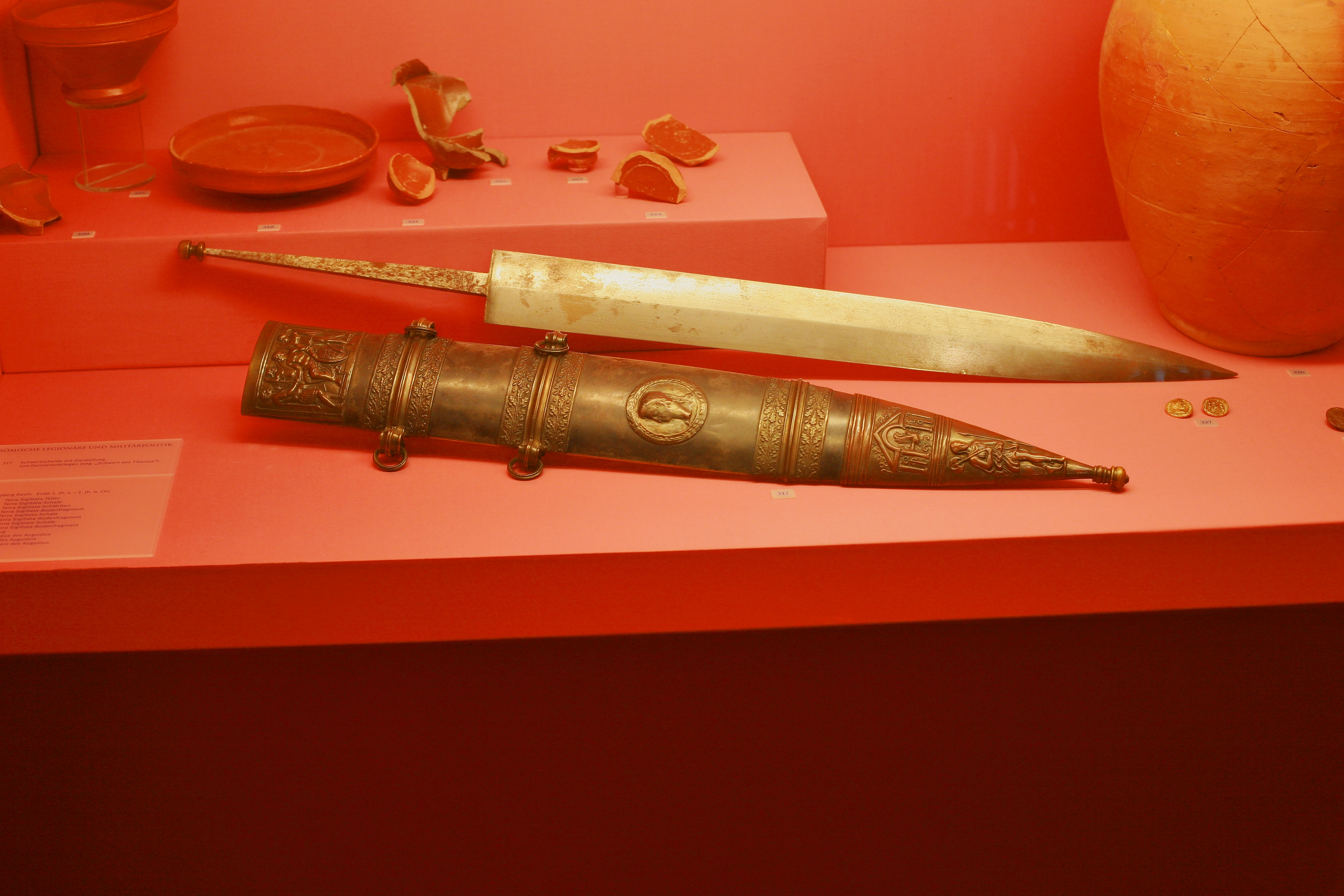
Réplique du Musée central romain-germanique